# Diemelstadt
Diemelstadt är en stad i Landkreis Waldeck-Frankenberg i Regierungsbezirk Kassel i förbundslandet Hessen i Tyskland.
Staden bildades 1 november 1970 genom en sammanslagning av staden Rhoden och kommunen Wrexen följt av Ammenhausen, Dehausen, Helmighausen, Neudorf och Wethen 31 december 1970. Hesperinghausen och Orpethal uppgick i kommuenen 31 december 1971.